# Aleksandr Tretiakov (practicant de lupte)
Aleksandr Tretiakov (n. 1 octombrie 1972, Perm, RSFS Rusă, URSS) este un luptător ce a reprezentat Rusia, medaliat olimpic. A participat la o ediție a Jocurilor Olimpice (1996) în care a câștigat o medalie de bronz.

## Participări
Lista de mai jos prezintă principalele competiții la care a participat Aleksandr Tretiakov de-a lungul carierei.
- wrestling at the 1996 Summer Olympics – men's Greco-Roman 68 kg[*]